# Инсулинска резистенција
Инсулинска резистенција  један је од поремећаја у  метаболизму инсилина у коме  ћелије у мишићима, масти и јетра не реагују добро на инсулин и не могу лако да преузму глукозу из крви. Као резултат тога, панкреас производи више инсулина како би помогао глукози да уђе у ћелије. Све док  панкреас може да произведе довољно инсулина да превазиђе слаб одговор ћелија на инсулин, ниво глукозе у крви ће остати у здравом опсегу.
Због симптома који могу бити благи, особе са инсулинском резистенцијом понекад годинама живе са овим поремећајем а да тога нису свесни и пате од појачане нервозе, умора и других симптома предијабетеса.
Уколико се правовремено не открије и адекватно не лечи инсулинска резистенција, може постепено да се трансформише у шећерну болест тип 2 и оболе од хроничних удружених кардиоваскуларних болести.

## Историја
Концепт да инсулинска резистенција може бити основни узрок дијабетес мелитуса типа 2 први је изнео професор Вилхелм Фалта и објавио у Бечу 1931. године  а потврдио  Сер Харолда Перцивала Химсворта из Медицинског центра Универзитетског колеџа у Лондону. 1936. године - да се, дијабетес типа 2  не јавља осим ако не постоји истовремено лоша компензациона секреције инсулина.

## Епидемиологија
Према резултатима које је објавила Међународна федерација за дијабетес,  у другој деценији 21. века на глобалном нивоу од инсулинске резистенције пати  око 316 милиона особа, а сматра се да ће 2035. године овај број достићи цифру од 471 милион особа. Како више од 84 милиона одраслих у Сједињеним Америчким Државама има предијабетес, то значи са отприлике 1 од сваке 3 одрасле особе пати одинсулинске резистенције.
Процењује се, да сваке године, између 5 и 10% оболелих од инсулинске резистенције или предијабетеса развије шећерну болест. Док према АДА експертском панелу, око 70% нелечених особа са инсулинском резистенцијом ће добити шећерну болест тип2.

## Разлика између инсулинске резистенције и дијабетеса
Свако може развити инсулинску резистенцију - привремено или хронично. Временом, хронична инсулинска резистенција може довести до предијабетеса, а затим и дијабетеса типа 2 ако се не лечи или не може да се лечи.
Предијабетес се дешава када су нивои глукозе у крви виши од нормалног, али недовољно високи да би се дијагностиковао као дијабетес. Предијабетес се обично јавља код људи који већ имају неку инсулинску резистенцију.
Предијабетес може довести до дијабетеса типа 2 (Т2Д), најчешћег типа дијабетеса који настаје када   панкреас не производи довољно инсулина или  тело не користи добро инсулин (резистенција на инсулин), што доводи до високог нивоа глукозе у крви.
Дијабетес типа 1 (Т1Д) се дешава када имуни систем тела нападне и уништи ћелије које производе инсулин у  панкреасу из непознатог разлога. Т1Д је аутоимуна и хронична болест, а људи са Т1Д морају да убризгавају синтетички инсулин да би живели и били здрави. Иако Т1Д није узрокован инсулинском резистенцијом, људи са Т1Д могу искусити нивое инсулинске резистенције у којима њихове ћелије не реагују добро на инсулин који убризгавају.
Гестацијски дијабетес је привремени облик дијабетеса који се може јавити током трудноће . То је узроковано инсулинском резистенцијом која је последица хормона које производи плацента. Гестацијски дијабетес нестаје када трудница роди бебу. Отприлике 3% до 8% свих трудница у Сједињеним Америчким Државама има дијагнозу гестационог дијабетеса.

## Етиологија
Ћелије човековог организма највећи део енергије добијају из глукозе - главне врсте шећера коју тело користи као погонско гориво. Да би омогућио улазак глукозе у ћелију човеков организам лучи инсулин - хормон панкреаса.  
Кад настане инсулинска резистенција инсулин престаје да обавља своју функцију. Глукоза не може да уђе у ћелије и нагомилава се у крви. Настаје пораст концентрације глукозе у крви  која приморава панкреас да лучи  још више инсулина, у покушају да ипак омогући улазак глукозе у ћелије и тако их нахрани.  
Све док панкреас може да произведе довољно инсулина да превазиђе слаб одговор ћелија на инсулин, ниво шећера у крви ће остати у здравом опсегу. Ако  ћелије постану превише отпорне на инсулин, то доводи до повишеног нивоа глукозе у крви (хипергликемије),  због несклада између ниво глукозе у крви и неспособности инсулина да обавља своју функцију у телу раста концентрације глукозе али и инсулина, што резултује повећавањем ризик од настанка шећерне болести и свих њених пратечих компликација.

### Фактори ризика
Постоји велики број фактора ризика за инсулинску резистенцију, међу којима су најзначајнији прекомерна   телесна тежина или гојазност, седећи начин живота и физичка неактивност. Различити генетски фактори такође могу повећати ризик, као што је породична историја шећерне болести, а постоје и нека специфична медицинска стања повезана са инсулинском резистенцијом, као што је нпр. синдром полицистичних јајника.
Национални институт за дијабетес и болести пробаве и бубрега наводи следеће специфични факторе ризика који могу предиспонирати појаву инсулинске резистенцију:
- особе старије од  45 година

- Афроамериканци, становници Аљаске, Индијанци, Азијски Американци, Хиспаноамериканци и Латиноамериканци, Хавајски староседеоци или Американци са пацифичких острва

- особе које имају здравствене проблеме као што су висок крвни притисак и абнормални нивои холестерола

- особе које у историји имају гестациони дијабетеса

- особе са историјом срчаних болести или можданог удара.[1]

- неки лекови и друга здравствена стања могу повећати ризик.[1]

#### Начин живота

##### Исхрана
Дијететски фактори вероватно доприносе инсулинској резистенцији, међутим, узрочне намирнице је тешко одредити с обзиром на ограничења истраживањима исхране. Намирнице које су независно повезане са инсулинском резистенцијом укључују оне са високим садржајем шећера и високим гликемијским индексом, са мало омега-3 и влакана, и оне које су изузетно укусне што повећава ризик од преједања.
Претерана конзумација оброка и пића богатих мастима и шећером предложена је као фундаментални фактор за епидемије метаболичког синдрома.
Исхрана такође има потенцијал да промени однос полинезасићених и засићених фосфолипида у ћелијским мембранама. Проценат полинезасићених масних киселина (ПУФА) је у обрнутој корелацији са инсулинском резистенцијом.  Претпоставља се да повећање флуидности ћелијске мембране повећањем концентрације ПУФА може довести до повећаног броја инсулинских рецептора, повећаног афинитета инсулина према његовим рецепторима и смањене инсулинске резистенције.
Недостатак витамина Д је такође повезан са инсулинском резистенцијом.
| Намирнице које се не препоручују | Намирнице које се препоручују |
| --- | --- |
| - Бели шећер - Фруктоза - Вештачки заслађивачи - Кукурузни сируп - Газирана пића, куповни и цеђени сокови - Индустријски слаткиши и сланиши - Маргарин - Мајонез - Пекарски производи - Бело брашно - Јела из „кесице“ - Кукурузно, сунцокретово и сојино уље - Претерана конзумација меса | - Ланено семе - Чија семе - Зелено лиснато поврће - кафиол, броколи, купус... - Воће - коштуњаво, бобичасто, јабуке, поморанџе - Махунарке - сочиво, пасуљ, боранија - Житарице од целог зрна - умерено - Цимет - Хладно цеђена уља - Масне рибе - Месо, млеко, јаја - умерено |

##### Седентарни начин живота
Седећи начин живота повећава вероватноћу развоја инсулинске резистенције.  У епидемиолошким студијама, виши нивои физичке активности (више од 90 минута дневно) смањују ризик од дијабетеса за 28%.

##### Циркадијална дисритмија
Студије су доследно показале да постоји веза између инсулинске резистенције и циркадијалног ритма, при чему је осетљивост на инсулин већа ујутру и нижа увече. Неусклађеност између циркадијалног ритма и распореда оброка, као што је поремећај циркадијалног ритма, може повећати инсулинску резистенцију. 

##### Лекови
Лекови који су повезани са инсулинском резистенцијом, укључују:
- кортикостероиде,
- инхибиторе протеазе (тип ХИВ лекова)[24]
- атипичне антипсихотике.[25]

#### Хормони
Многи хормони могу да изазову инсулинску резистенцију, укључујући: 
- Кушингов синдром : Ово стање се дешава када у  телу постоји вишак кортизола. Кортизол, „хормон стреса“, је од виталног значаја за регулисање нивоа шећера у крви (повећањем) и претварање хране у енергију. Вишак кортизола може да се супротстави ефектима инсулина, узрокујући инсулинску резистенцију.[26][27]
- Акромегалија : Ово је ретко, али озбиљно стање које се дешава када постоји висок ниво хормона раста (ГХ). Висок ниво ГХ може изазвати повећану производњу глукозе, што може довести до инсулинске резистенције.
- Хипотиреоза : Ово стање се дешава када је ваша штитна жлезда недовољно активна и не производи довољно тироидних хормона. Ваша штитна жлезда игра велику улогу у регулисању вашег метаболизма (како ваше тело претвара храну коју једете у енергију). Када производи премало хормона штитне жлезде, успорава ваш метаболизам, укључујући метаболизам глукозе, што може довести до инсулинске резистенције.
- Недостатак лептина:Лептин је хормон произведен из об гена и адипоцита.  Његова физиолошка улога је да регулише глад упозоравајући тело када је сито.[28] Студије показују да недостатак лептина изазива озбиљну гојазност и да је снажно повезан са инсулинском резистенцијом.[29]

#### Болести
У болести повтена са инсулинском резистенцијом спадају:
- Синдром полицистичних јајника.[30]
- Неалкохолна масна болест јетре
- Хепатитис Ц такође доводи до три до четири пута веће шансе код људи да развију дијабетес типа 2 и инсулинску резистенцију. [31]

#### Митохондријална дисфункција
Више студија које укључују различите методологије сугеришу да би оштећена функција митохондрија могла да игра кључну улогу у патогенези инсулинске резистенције. Дисфункција митохондрија може бити резултат формирања реактивних врста кисеоника, генетских фактора, старења и смањене биогенезе митохондрија.  Међутим, важна питања остају нерешена до данас.
Ако се даљим истраживањима потврди веза између митохондријалних поремећаја и смањене инсулинске осетљивости мого би се отвори пут ка новим терапијским приступима.

#### Запаљење
Акутна или хронична упала, као што је инфекција, може изазвати инсулинску резистенцију. ТНФ-α је цитокин који може да промовише инсулинску резистенцију преко липолизе, која омета инсулинску сигнализацију смањујући експресију ГЛУТ4.

#### Генетика
Утврђено је да је неколико генетских локуса повезано са неосетљивошћу на инсулин. Ово укључује варијације у локусима у близини НАТ2, ГЦКР и ИГФИ гена повезаних са инсулинском резистенцијом. Даља истраживања су показала да су локуси у близини гена повезани са инсулинском резистенцијом. Међутим, процењује се да ови локуси чине само 25-44% генетске компоненте инсулинске резистенције. 

## Клиничка слика
У почетку болести пацијент нећете имати никакве симптоме. Међутим, временом се инсулинска резистенција може погоршати, а ћелије у панкреасу које производе инсулин могу се истрошити. На крају,  панкреас више није у стању да производи довољно инсулина да превазиђе отпор, што доводи до повишеног шећера у крви (хипергликемије), која изазива следеће симптоме.
- Повећана жеђ.
- Често мокрење (мокрење).
- Повећана глад.
- Замагљен вид .
- Главобоље .
- Инфекције вагине и коже.
- Споро зарастајуће посекотине и ране.

Многи пацијенти немају симптоме  и они могу бити невидљив све док се не развије дијабетес типа 2. Неки људи са предијабетесом могу искусити следеће симптоме:
- Затамњела кожа у пазуху или леђима и бочним странама  врата, названа (акантозис нигра).
- Промњенњ на кожи (мале кожне израслине).
- Промене на ока које могу довести до поремећаја вида због ретинопатије повезане са дијабетесом .

## Дијагноза

### Ниво инсулина наташте
Ниво инсулина у серуму наташте већи од 29 microIU/mL  указује на инсулинску резистенцију. Исти нивои се примењују три сата након последњег оброка.

### Тест толеранције на глукозу
Током теста толеранције на глукозу (ГТТ), који се може користити за дијагнозу дијабетес мелитуса, пацијент наташте узима оралну дозу глукозе од 75 грама. Затим се у наредна два сата мери ниво глукозе у крви.
Тумачење је засновано на смерницама СЗО  након два сата, 
- гликемија мања од 7,8 mmol/L 140 mg/dL) се сматра нормалном,

- гликемија између 7,8 и 11,0 mmol/L (140 до 197 mg/dL) се сматра поремећеном толеранцијом на глукозу (ИГТ),
- гликемија већа или једнака 11,1 mmol/L  (200 mg/dL) се сматра дијабетес мелитусом.

Орални тест толеранције на глукозу (ОГТТ) може бити нормалан или благо абнормалан код једноставне инсулинске резистенције. Често постоје повишени нивои глукозе у раним мерењима, што одражава губитак постпрандијалног врхунца (после оброка) у производњи инсулина. Продужење тестирања (још неколико сати) може открити хипогликемијски „пад“, који је резултат прекорачења у производњи инсулина након неуспеха физиолошког постпрандијалног инсулинског одговора.

### Гликозилирани хемоглобин A1c
Здравствени радници често користе тест крви који се зове гликозилирани хемоглобин A1c за дијагнозу дијабетеса. Тест приказује  просечан ниво шећера у крви у последња три месеца.
- Ниво  A1c испод 5,7% се сматра нормалним.
- Ниво  A1c између 5,7% и 6,4% се сматра предијабетесом.
- Ниво  A1c од 6,5% или више на два одвојена теста указује на дијабетес типа 2.

Људи са дијабетесом типа 1 обично имају веома висок  A1c и веома висок ниво глукозе у крви након дијагнозе јер њихов панкреас производи веома мало или нимало инсулина.

### Модификовани тест супресије инсулина
Још једна мера инсулинске резистенције је модификовани тест супресије инсулина који је развио Гералд Реавен са Универзитета Станфорд. Тест добро корелира са еугликемијском споном, са мање грешaкa зависне од оператера. Овај тест је коришћен за унапређење великог броја истраживања у вези са метаболичким синдромом.
Тест се изводи тако што пацијенти у почетку примају 25 μг октреотида (Сандостатин) у 5 mL нормалног физиолошког раствора током 3 до 5 минута путем интравенске инфузије (ИВ) као почетни болус. Потом се континуирано инфундира  са интравенском инфузијом  физиолошког раствора соматостатин (0,27 μg/m2/min) за сузбијање ендогеног инсулина и лучења глукозе. Затим се инфундирају инсулин и 20% глукозе брзином од 32 и 267 mg/m2/min. Глукоза у крви се проверава на почетку, потом на 30, 60, 90 и 120 минута, а након тога, сваких 10 минута током последњих пола сата теста. Ове последње четири вредности се сматрају средњим да би се одредио стабилан ниво глукозе у плазми (ССПГ). Испитаници са ССПГ већим од 150 mg/dL сматрају се резистентним на инсулин.

## Превенција
Ако се инсулинска резистанција правовремено откирије он не мора увек да доведе до шећерне болести тип 2 јер се  може  спречити превентивним мерама.
Стратегија превенције, која је у неким земљама имплементирана од стране дијабетолошких организација, по својој суштини је организовани Програма превенције дијабетеса (ППД).
Програма превенције дијабетеса има два циља: примарни и секундарни.
Примарна превенција
Примарни облик превенције има за циљ спречавања или одлагања конверзије инсулинске резистенције у предијабетес а затим  у дијабетес.
Секундарна превенција
Секундарни облик превенције односи се на смањење инциденце кардиоваскуларних догадјаја и превенцију атеросклерозе.
Захваљујући превенцији сваке године 5-10% особа са инсулинском  резистенцијом развије манифестну шећерну болест, али исто толико успе да се конвертује у стање нормогликемије благовременим процедурама.

## Терапија
Лечење инсулинске резистанције подразумева:
- промену животних навика,
- усклађен режим исхране,
- редукцију телесне масе
- умерену физичку активност.

И поред тога што су се лекови показали успешним у примарној превенцији, остаје непознато да ли могу превенирати настанак хроничних компликација основног обољења и/или смањити кардиоваскуларни морбидитет.

## Адаптивна објашњења
Неки научници иду толико далеко да тврде да ни инсулинска резистенција, ни гојазност заправо нису метаболички поремећаји сами по себи, већ једноставно адаптивни одговори на континуирани калоријски вишак, који имају за циљ да заштите телесне органе од липотоксичности (небезбедни нивои липида у крвотоку и ткивима): 
Гојазност стога не треба посматрати као патологију или болест, већ као нормалан, физиолошки одговор на континуирани калоријски вишак... Као последица високог нивоа акумулације липида у циљним инсулинским ткивима, укључујући скелетне мишиће и јетру, она говори о томе да је искључење глукозе из ћелија оптерећених липидима компензаторна одбрана против даље акумулације липогеног супстрата.
Друга преовлађујућа размишљања су да инсулинска резистенција може бити еволуциони адаптациони механизам укључују хипотезу штедљивих гена. Ова хипотеза претпоставља да ако постоји генетска компонента инсулинске резистенције и дијабетеса типа 2, да би ови фенотипови требало биити одабрани. Ипак, нејасно је како је дошло до повећања средње инсулинске резистенције и код нормогликемичне популације као и код дијабетичара.
Ј. В. Нил сматра да су првобитно у временима повећане глади код гена древних предака, постојао механизам за повећано складиштење глукозе, што је било јако  корисну, док дана у савременом окружењу богатом изобиљем то није случај.
Докази су контрадикторни па Нил у студијама на Пима индијанцима, указују на то да су људи са већом осетљивошћу на инсулин тежили највише и обрнуто, да су људи са инсулинском резистенцијом тежили мање што је био слућај у просеку у овој демографској групи.
Савремене хипотезе сугеришу да је метаболизам инсулина социо-еколошка адаптација на инсулином као средством за диференцирање алокације енергије на различите компоненте тела са инсулинском осетљивошћу као нека врста адаптације или манипулисања, како би се енергија преусмерава. Хипотеза о промени понашања претпоставља да резистенција на инсулин доводи до два начина за промену репродуктивних стратегија и метода понашања. Две стратегије су сковане као „р до К. Стратегија р до К укључује преусмеравање инсулина преко плаценте до фетуса. Ово је показало повећање телесне тежине код фетуса, али не и код мајке, што указује на метод повећаног улагања родитеља (К стратегија). Код неосетљивости скелетних мишића на инсулин они би могли да преусмере глукозу у мозак, за који нису потребни инсулински рецептори. На ово је указало повећање когнитивног развоја у различитим студијама.